# Pink Floyd: Live at Pompeii
 (septembre 2023).
Si vous disposez d'ouvrages ou d'articles de référence ou si vous connaissez des sites web de qualité traitant du thème abordé ici, merci de compléter l'article en donnant les références utiles à sa vérifiabilité et en les liant à la section « Notes et références ».
Pour plus de détails, voir Fiche technique et Distribution.
Pink Floyd: Live at Pompeii est un film musical d'Adrian Maben, sorti en 1972.

## Histoire
À l'origine, il s'agissait d'un projet de télévisions européennes prévoyant de filmer Pink Floyd interprétant certains de ses morceaux dans l'univers minéral de Pompéi et du Vésuve.
Le film est tourné à Pompéi du 4 au 7 octobre 1971, puis à Paris entre le 13 et le 20 décembre de la même année[réf. nécessaire].
La première version sortie en salle, en septembre 1972, dure soixante minutes, et on n'y voit que les scènes de Pompéi et de Paris. Cette version contenait une introduction ressemblant à Echoes avec de l'air, un sifflement et un petit air de guitare joué par David Gilmour.
Une seconde version sort en 1974 : elle ajoute vingt minutes de reportage sur Pink Floyd, alors en pleine élaboration de l'album The Dark Side of the Moon (on assiste ainsi à l'élaboration d’On the Run, d’Us and Them et de Brain Damage), ainsi que des extraits d'entretiens des quatre membres du groupe avec Adrian Maben. Cette version, de même que le director's cut, ont pour introduction un battement de cœur comme sur Speak to Me.
Seules Echoes, A Saucerful of Secrets et One of These Days apparaissent tournées sur place (on y voit Richard Wright portant la barbe, absente des scènes filmées en studio). Le reste a été enregistré en studio à Paris, avec des images de Pompéi projetées derrière les musiciens. Malgré les apparences, certaines scènes des titres tournés à Pompéi ont été reprises à Paris, hormis pour One of These Days. La majorité des plans concernant cette dernière chanson ont été perdus, si bien que l'on ne voit quasiment que le batteur Nick Mason sur cette séquence (il perd d'ailleurs une baguette, mais réussit à en sortir une autre tout en conservant le rythme).
Bien qu'on lui ait proposé de jouer en playback, le groupe a préféré se produire en direct. L'acoustique de l'amphithéâtre de Pompéi est remarquable et le cadre antique du site donne une dimension supplémentaire à la musique du groupe.
Contrairement à la plupart des albums en public qui sont le plus souvent enregistrés pendant des concerts, le Live at Pompeii de Pink Floyd est joué devant un théâtre vide de ses spectateurs. Cela renforce encore l'impression d'un son totalement pur, idée récurrente chez Pink Floyd. Le film se révèle donc être « une sorte d'anti-Woodstock » (Adrian Maben), où le but serait de se focaliser sur la musique et rien que sur la musique, laissant de côté « les réactions du public ».
En 2003 sort une version DVD dite director's cut, qui dure 92 minutes : y ont été ajoutées des séquences en images de synthèse représentant l'espace, Pompéi et sa destruction par les laves du Vésuve, ainsi que des images provenant d'Abbey Road et des missions Apollo. Le DVD contient également le film de 1972 (60 minutes), mais avec comme générique le battement de cœur, comme la version longue de 1974.
Une réédition intitulée Pink Floyd at Pompeii: MCMLXXII sort en salle le 24 avril 2025. Le film est restauré en 4K par Lana Topham et le son remixé par Steven Wilson du groupe Porcupine Tree. Un album double est mis en marché le 2 mai en format CD et en vinyle.

## Fiche technique
- Titre : Pink Floyd: Live at Pompeii
- Réalisation : Adrian Maben
- Photographie : Willy Kurant, Jacques Boumendil et Gábor Pogány
- Cadrage / Caméra : Jacques Boumendil
- Montage : Nino DiFonzo, Marie-Claire Perret et José Pinheiro
- Musique : Pink Floyd
- Producteur : Steve O'Rourke, Michèle Arnaud, Reiner Moritz
- Production : Bayerischer Rundfunk (Allemagne), ORTF (France), RTB (Belgique)
- Langue : anglais
- Format : Couleurs - 1,37:1 - 35 mm
- Durée : 60 minutes (durée du director's cut : 91 minutes)
- Date de tournage à Pompéi : octobre 1971
- Date de sortie : printemps 1973 (France)

## Morceaux joués

### Version de 1972 (60 minutes)
- Echoes, première partie
- Careful with That Axe, Eugene
- A Saucerful of Secrets
- One of These Days (I'm Going to Cut You into Little Pieces)
- Set the Controls for the Heart of the Sun
- Mademoiselle Nobs
- Echoes, seconde partie

### Ajouts dans le director's cut
- Any Colour You Like
- Brain Damage
- Us and Them
- On the Run